# Duca di Porto
Duca di Porto (in portoghese: Duque do Porto) è un titolo nobiliare appannaggio del casato di Braganza. Nei secoli fu conferito a vari principi e principesse della dinastia, normalmente secondogeniti del monarca regnante. Esso può essere paragonato quindi ai titoli di Duca di York, Duca d'Orléans, Duca d'Aosta, Duca di Södermanland e Duca d'Albany.
Il titolo prende il nome dalla città di Porto, nel nord del Portogallo.

## Storia
Il titolo fu creato nel 1833 per Maria, principessa reale del Portogallo da re Pietro IV del Portogallo. 
Il titolo è legato alla città di Porto che rimase leale a Pietro IV e a Maria II nelle Guerre Liberali.
Dopo la regina Maria II il titolo fu di norma assegnato al secondogenito maschio del capo della Casa Reale di Portogallo.

## Duchi di Porto
| Immagine | Nome                                 | Nascita e morte                   | Detenzione del titolo             | Genitore sovrano                      |
| -------- | ------------------------------------ | --------------------------------- | --------------------------------- | ------------------------------------- |
|          | Principessa Maria, duchessa di Porto | 4 aprile 1819 – 15 novembre 1853  | 4 aprile 1833 – 31 ottobre 1838   | Pietro IV del Portogallo              |
|          | Infante Luigi, duca di Porto         | 31 ottobre 1838 – 19 ottobre 1889 | 31 ottobre 1838 – 31 luglio 1865  | Maria II del Portogallo               |
|          | Infante Alfonso, duca di Porto       | 31 luglio 1865 – 21 febbraio 1920 | 31 luglio 1865 – 21 febbraio 1920 | Luigi I del Portogallo                |
|          | Infante Dinis, duca di Porto         | 25 novembre 1999 - in vita        | 25 novembre 1999 - in carica      | Principe Duarte Pio, duca di Braganza |